# Делчо Коцев
Делчо Димитров Коцев е български революционер, Кочански войвода на Вътрешната македоно-одринска революционна организация.

## Биография
Делчо Коцев е роден през 1876 година в Харманли, тогава в Османската империя, но родът му е с корени от Пирот. Учи в Железарското училище в Самоков. През 1897 година той е един от основателите и председател на Тайния революционен кръжок „Трайко Китанчев“, заедно с Никола Дечев, Велко Миков Никола Жеков, Петър Самарджиев, Марин Георгиев, Тимо Ангелов, Петър Юруков, Стефан Стойчев, и Душо Желев от железарското училище и Никола Дочев, Добри Даскалов и Крум Дочев от американския колеж. Сетне Делчо Коцев, като се запознал с някои членовете на т. нар. Женевска група, дал идеологическа насока на самоковското дружество към анархизма.
През 1900 година Делчо Коцев постъпва в четата на Христо Чернопеев, а в периода 1901-1902 година е четник при Георги Кондолов. В началото на 1903 година се завръща в Македония като Кочански войвода. Организира четата си за снабдяване на муниции и оръжие от България. В Кюстендилско Делчо Коцев се събира с Христо Чернопеев, Петър Самарджиев, Никола Жеков, капитан Георги Тренев и Панайот Байчев и при навлизането в Македония водят дълго сражение с турски аскери. Четата на Делчо Коцев дава голямо сражение на турците при село Пресека, Кочанско.
След Илинденско-Преображенското въстание Делчо Коцев се завръща в България и продължава да участва активно в дейността на ВМОРО. Умира през 1956 година.